# Doris Debenjak
Doris Debenjak (roj. Krisch/Doroteja Kosec/Doris Krisch) je bila slovenska jezikoslovka in prevajalka, * 5. avgust 1936, Ljubljana, † 21. september 2013.

## Življenje in delo
Doris Krisch se je rodila v Ljubljani staršem Kočevarjem. Odraščala je s slovenščino in nemščino, ni se pa naučila kočevarskega narečja. Poročila se je s slovenskim filozofom in prevajalcem Božidarjem Debenjakom, s katerim je bila poročena do smrti.
Diplomirala je leta 1959 iz nemščine in angleščine s književnostjo na Filozofski fakulteti v Ljubljani. Potem je eno leto poučevala na učiteljišču v Novem mestu. Od leta 1960 je delala kot asistentka in potem kot lektorica za nemščino na oddelku za germanske jezike in književnosti na Filozofski fakulteti v Ljubljani. Od leta 1982 dalje je prevajala kot samostojna kulturna delavka iz nemščine v slovenščino in obratno. Od leta 1988 do leta 1991 je bila predsednica Zveze znanstvenih in tehničnih prevajalcev Jugoslavije. Med drugim je glavna avtorica največjega slovensko-nemškega ter nemško slovenskega slovarja, katera je izdala skupaj z možem ter s sinom Primožem. Tudi monumentalno prevajanje Valvasorjeve Slave vojvodine Kranjske je bil zastavljeno in izpeljano kot veliki projekt družine Debenjak, za kar so vsi trije prejeli odlikovanje Republike Slovenije - Red za zasluge. Prof. Doris Debenjak ga je žal prejela šele posthumno.
Doris Debenjak je bila članica Društva Kočevarjev staroselcev, ki so ga ustanovili leta 1992 v Kočevskih Poljanah. 8. decembra 2002 je bila na občnem zboru v Občicah izvoljena za članico upravnega odbora.

## Izbrana bibliografija
- Doris Debenjak, Nemško-slovenski in slovensko-nemški slovar, Ljubljana 1974, 1988(6);
- Ivan Maček Matija, Erinnerungen eines jugoslawischen Freiheitskämpfers, Köln 1984 (prevod iz slovenščine v nemščino);
- Johann Gottlieb Fichte, Izbrani spisi, Ljubljana 1984 (prevod iz nemščine v slovenščino),
- Doris Debenjak, Božidar Debenjak, Primož Debenjak, Veliki nemško-slovenski slovar, Ljubljana 1993, 1998; Veliki slovensko-nemški slovar, Ljubljana 1995
- Janez Vajkard Valvasor - Slava vojvodine Kranjske : integralni prevod (COBISS) (prevajalka) (Ljubljana, 2009-2012)
- Janez Vajkard Valvasor - Popolna topografija stare in sodobne nadvojvodine Koroške (prevajalka) (Ljubljana, 2014)